# Гоце Делчев (булевард в София)
Вижте пояснителната страница за други значения на Гоце Делчев.
„Гоце Делчев“ е булевард в София. Носи името на българския революционер от Македония и национален герой Гоце Делчев.
Простира се между Южния парк на югоизток и булевард „Цар Борис ІІІ“ на северозапад. Продължението на „Гоце Делчев“ на северозапад се нарича улица „Житница“. Пресича се с булевард „България“.

## История
Първоначално името на Гоце Делчев носи друга улица в южната част на София – днешната улица „Добри Христов“ в жк „Хиподрума“, фигурираща на карта на София от 1928 година. В средата на 30-те години на ХХ век границата между град София и землището на Красно село – Боянско преминава именно по днешния бул.„Гоце Делчев“, тогава „Ген. Велизар Лазаров“. Красно село става част от София през 1938 година с решение на Столичния общински съвет. 
След Деветосептемврийския преврат от 1944 година улицата е наименувана на комунистическия деец Емил Марков и носи неговото име по време на комунистическия режим. След демократичните промени, в началото на 90-те години булевардът е наречен на името на Гоце Делчев.
Булевард „Гоце Делчев“ е един от малкото в столицата, запазили автентичната си, много трайна паважна настилка (в над 90% от цялата дължина). Павиран е в средата на ХХ век. Паветата са пренаредени веднъж през 90-те години на века.

## Обекти
На булевард „Гоце Делчев“ или в неговия район се намират следните обекти (от югоизток на северозапад):
- Читалище „Димитър Динев“
- 73 СОУ с изучаване на чужди езици „Владислав Граматик“
- 104 ОУ „Захари Стоянов“
- Спортна зала „Триадица“
- 126 ОУ „Петко Ю. Тодоров“
- 99 ЦДГ „Брезичка“
- СБАХЛ „Д-р Малинов“
- ЧДГ „Пламъче“
- Боянска река